# Bistum Edéa

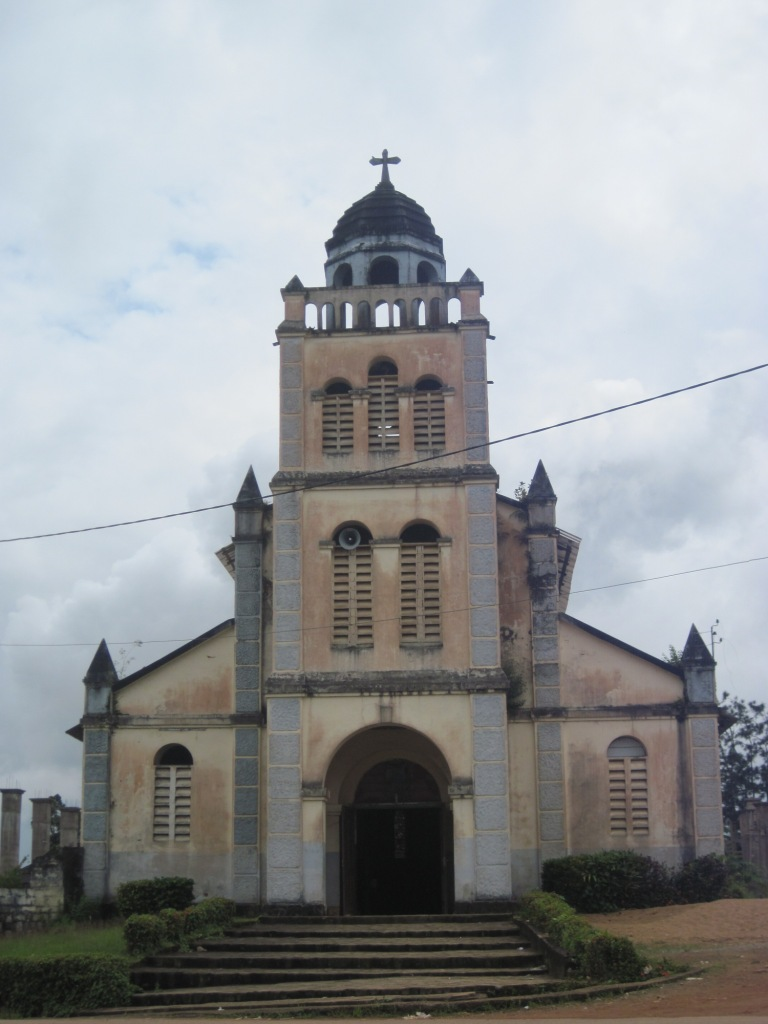
Kathedrale von Edea

Das Bistum Edéa (lat.: Dioecesis Edeanus) ist eine in Kamerun gelegene römisch-katholische Diözese mit Sitz in Edéa.

## Geschichte
Das Bistum Edéa wurde am 2. März 1993 durch Papst Johannes Paul II. mit der Apostolischen Konstitution Quo aptius aus Gebietsabtretungen des Erzbistums Douala errichtet und diesem als Suffraganbistum unterstellt.

## Bischöfe von Edéa
- Simon-Victor Tonyé Bakot, 1993–2003, dann Erzbischof von Yaoundé
- Jean-Bosco Ntep, seit 2004